# 法善寺 (南アルプス市)
法善寺（ほうぜんじ）は、山梨県南アルプス市加賀美にある寺。高野山真言宗寺院。山号は加賀美山。本尊は阿弥陀如来。武田八幡宮の別当寺。詳しくは加賀美山 法善護国寺という。

## 概要
『甲斐国社記・寺記』『甲斐国志』に拠れば、806年（大同元年）に逸見（北杜市白州町）に創建された永善寺が前身であるといわれという。その後、山寺村（南アルプス市）、寺部村（同）へ移転され、822年（弘仁13年）に空海が創建したという。
『甲斐国志』に拠れば平安時代後期には甲斐源氏の一族が甲府盆地各地へ土着し、法善寺は建久年間に加賀美遠光が巨麻郡加賀美郷に再興し、武田八幡宮（韮崎市神山地区）の別当となったという。近辺には法善寺のほかにも遠光創建を伝える寺社が多い。
鎌倉時代には1208年（承元2年）、遠光の孫にあたる遠経が遠光屋敷跡へ移して再興したという。法善寺境内からは土地区画が確認されている。1221年（承久3年）には紀州高野山から覚応を招き中興開山とした。後に甲斐守護・武田氏の庇護を受け、移転を戦国時代の武田信虎期とする説もある（『寺記』）。
1568年（永禄11年）、武田信玄の越後侵攻に際し、信濃国長沼において法善寺を含む甲斐国内の慈眼寺（笛吹市一宮地域）や法光寺（甲州市）など11か寺に戦勝祈願を命じており（『慈眼寺文書』）、翌年には子院の福寿院の法華経読経に対して、祈願成就の賞として棟別銭が免除されている（『法善寺文書』）。戦国時代には武田信玄により高野山から円性教雅（えんしょうきょうが）が住職として招かれる。1572年（元亀3年）4月7日には西上作戦に際して、円性教雅が越後上杉氏が信濃・上野2国を侵さないことを祈願した祈願文を奉納している。『歴代古案』には円性教雅の書状が見られ信玄と親密に交際していることが確認されるが、その後信玄とは不和となり、住職は法印光海に交代したという。
武田氏滅亡後は織田信長、1588年（天正16年）3月に徳川家康からの禁制を受ける。翌年には徳川家臣・伊奈忠次による検地が行われ、寺領証文が発給される。また、武田八幡宮の社領証文も当寺へ発給された。豊臣系大名時代にも寺領を寄進され、江戸時代の1642年（寛永19年）には将軍・徳川家光の朱印地安堵を受ける。以来、歴代将軍の安堵を受け、盛期には末寺9、子院20を擁した。1781年（天明元年）には火災で諸堂を焼失（『国志』）。明治には神仏分離で武田八幡宮が独立する。

## 文化財

### 重要文化財（国指定）
- 紙本墨書大般若経 - 1905年（明治38年）4月4日指定。
鎌倉時代の大般若経。全600巻のうち39巻が欠巻で、561巻が現存する。 経文は黄染の楮紙に墨書されている。縦26.0cm、幅13.0cmの折本装。各巻はそれぞれ32 - 35葉で、表紙には経帙が施されている。10巻ごとに朱漆の蓋付き小箱に収められ、小箱がさらに同じ構造の大箱に収められており、計6箱が所蔵されている。書体は能筆で、写経生の筆であると考えられており、厳密な校合が加えられている。奥付には柏尾山大善寺（甲州市）や白雲山平塩寺（西八代郡市川三郷町）など中世に栄えた寺院の学僧による校合が行われたことが記されている。
鎌倉時代の1254年（建長6年）に甲斐源氏の一族である一条信長を願主に武田八幡宮へ奉納されている。信長は武田信光の子で一条氏を再興した人物で、経典には信長や父信政を願主と記されているが、室町時代の欠本を補うために行われた後筆であると考えられている。明治初期に神仏分離の実施により引き渡され、このときに欠巻が生じている。明治期には正式に移管された。

### 山梨県指定文化財
- 鐘楼  建築様式や手法等、室町時代の建立と考えられている。建立年代は不明。
- 銅鐘
法善寺所蔵の銅鐘は、総高147.7cm、鐘身高111.3cm、口径89.1cm、撞座（つきざ）高12.0cm、梵字外縁円径19.3cmの中世鐘で、県内では塩山向嶽寺鐘と並ぶ巨鐘である。『甲斐国志』によれば、法善寺の鐘は1251年（建長3年）に鋳造されたものであると記されており、現在懸架されている銅鐘は中世鐘であることは確実視されているが、形状や文様の検討から建長3年鋳造は疑問視されている。鐘身には疵が多く、何らかの事情で他所から移されたものであると考えられている。
- 板絵僧形八幡神像
縦139.0cm、横33.0cm、厚2.2cmの板に描かれた板絵。板には3本の枘（ほぞ）があり、かつては台座が存在したと考えられている。僧形八幡神は平安時代の本地垂迹思想の確立により成立したもので、無地の茶衣と同色の袈裟をまとい、八字曲がりの眉と尻下がりの目元で、顔はやや老相を帯び、三面の後屏を背に、敷物が敷かれた框座に坐しており、基本的な図像は守られている。裏面の墨書銘によれば1461年（寛正2年）に8世住職となる厳延により武田八幡宮へ奉納されたもので、明治初期の神仏分離の際に他の寺宝とともに移管されたものであると考えられている。
- 絹本著色十六善神像
1991年（平成3年）5月30日指定。画絹3枚を横に継いだ画面で、縦167.0cm、横124.7cm。濃紺の地色に、彩色された諸尊が描かれている。中央正面に七宝獅子座に座した釈迦如来が、座下左右には文殊菩薩、普賢菩薩が配されており、左右下辺に十六善神が取り囲んでいる。最下辺の左右には深沙大将と玄奘三蔵が描かれている。室町時代の絵仏師によるものと考えられており、宝冠や甲冑などには金泥の彩色が施されている。釈迦如来と十六善神は大般若経の守護神として位置づけられ一具として伝えられることが多く、明治期に武田八幡宮より伝来した大般若経とともに移管されたと考えられており、大般若経の欠本を補い完成させた際に新たに描かれたものであるとも推測されている。
- 版本大毘盧遮那成仏経疏16巻
- 紙本墨書金光明最勝王経
1986年（昭和61年）9月17日指定。縦24.5cm、横9.0cmで折本装。楮紙で、通常の写経で用いられる一行17字の形式は守られていない。書体は文字は太くやや右下がりで、実直な土豪による筆であるとも推測されている。巻ごとに紺色の経帙に治められている。奥付によれば、1539年（天文8年）に桜沢氏が武州藤田郷の総鎮守である上聖天宮に奉納したものであるという。甲斐国へ持ち込まれた経緯は不明であるが、1562年（永禄5年）に武田氏が武蔵国松山城（埼玉県比企郡吉見町）を攻めた際の戦利品であるとも考えられている。江戸時代の1607年（慶長12年）には、第18世住職玄覚により訓点が点けられている。
- 法善寺伝承本真言宗諸流聖教類
- 八幡神本地仏鏡像（阿弥陀三尊鏡像）
1979年（昭和54年）12月28日指定。鏡板径47.5cmの銅製鏡で、周縁部には幅狭の覆輪が巡らされている。上縁の左右に懸垂用の耳があり、鏡面中央には阿弥陀如来坐像、向かって右下に観音菩薩坐像、左下に勢至菩薩坐像が配された三尊形式で、各像は別に鋳造されて鏡面に差し込まれて楔留で固定されている。裏面の墨書によれば1290年（正応3年）の制作で、武田八幡宮の本地仏として奉懸されたもの。神仏分離の際に大般若経とともに移管される。
- 大薙刀 銘備州長船兼光